# Могилів-Подільський (станція)
Могилі́в-Поді́льський — прикордонна проміжна залізнична станція Жмеринської дирекції Південно-Західної залізниці на лінії Жмеринка — Могилів-Подільський між станцією Сулятицька (7 км) та молдовською станцією Велчинець (5 км). Розташована у місті Могилів-Подільський на Вінниччині.
На станції здійснюється прикордонний та митний контроль усіх потягів, що відбувають до Молдови та прибувають до України.

## Історія
Станція відкрита 1892 року, до 1909 року мала назву Могилів. 
2003 року, після капітальної реконструкції, залізничний вокзал став несхожим ні на жоден інший в нашій країні. Реконструкція станційних приміщень йшла відповідно до рекомендацій тодішнього очільника Південно-Західної залізниці Бориса Олійника. Саме він починав свою трудову діяльність у Могильові-Подільському на посаді чергового станції. За його задумами він бачити місцевий вокзал хоч частково схожим на київський. Тому новий дах зроблений зі стилізацією цоколя Центрального залізничного вокзалу в столиці, за тими ж мотивами виконані і віконні вставки. Але є у цього вокзалу елементи дизайну, що відрізняють його як від київського, так і від будь-яких інших вокзалів країни. Всередині приміщення облицьовані мармуром зеленого та бежевого тонів. Металопластикові склопакети також зелені, з тонованого скла. Такий дизайн надає приміщенню особливий шарм і неповторний затишок. Будівля вокзалу включена до переліку місцевих пам'яток архітектури. У фінансуванні реконструкції вокзалу станції брала участь Могилів-Подільська митниця.
28 червня 2022 року успішно завершився тестовий рух вантажного поїзда через територію Молдови від станції Могилів-Подільський до Рені-Порт на півдні Одеської області. При цьому використовувався український локомотив — магістральний тепловоз ТЕ33АС виробництва США. Брак палива та нестача локомотивів на залізницях Молдови (Calea Ferată din Moldova — CFM) призводив до того, що транзит вантажів з Вінницької до півдня Одеської області займав 4-5 діб. Нині ж вдалося провести вантажний поїзд вагою 3600 тон за 30 годин.

## Пасажирське сполучення
На станції зупиняються поїзди приміського та далекого сполучення:
| Рух поїздів по станції Могилів-Подільський |                                |                                                                                                |
| №                                          | Маршрут руху                   | Періодичність курсування                                                                       |
| Далеке сполучення                          |                                |                                                                                                |
| 351/352                                    | Київ — Кишинів                 | Через день                                                                                     |
| Скасовані поїзди далекого сполучення       |                                |                                                                                                |
| 47/48 «Молдова»                            | Кишинів — Москва               | Скасований з березня 2020 року, курсував в осінньо-зимовий період через день, влітку — щоденно |
| 341/342                                    | Кишинів — Москва               | Скасований з березня 2020 року, курсував щоденно                                               |
| 361/362                                    | Кишинів — Санкт-Петербург      | Скасований з березня 2020 року, курсував через день                                            |
| 758 «Подільський експрес»                  | Могилів-Подільський — Київ     | Курсував по 1, 4, 6 днях тижня                                                                 |
| 769 «Подільський експрес»                  | Київ — Могилів-Подільський     | Курсував по 3, 5, 7 днях тижня                                                                 |
| Приміське сполучення                       |                                |                                                                                                |
| 6331                                       | Жмеринка — Могилів-Подільський | Щоденно                                                                                        |
| 6332                                       | Могилів-Подільський — Жмеринка | Щоденно                                                                                        |
| 6333                                       | Жмеринка — Могилів-Подільський | Щоденно                                                                                        |
| 6334                                       | Могилів-Подільський — Жмеринка | Щоденно                                                                                        |

Біля залізничного вокзалу розташована зупинка міських автобусних маршрутів № 1 та 2. Дістатися до автостанції — 10 хвилин пішки, до базару та центру міста — 15 хвилин, до митниці — 25 хвилин (до усіх перелічених можна також під'їхати міськими автобусами, інтервал руху яких складає 15-20 хвилин).